# Mogila
Mogila (Macedonisch: Могила) is een gemeente in Noord-Macedonië.
Mogila telt 6710 inwoners (2002). De oppervlakte bedraagt 255,62 km², de bevolkingsdichtheid is 26,2 inwoners per km².